# Manuel Ruiz Sosa
Manuel Ruíz Sosa (Coria del Río, provincia de Sevilla, 10 de abril de 1937-12 de diciembre de 2009) fue un futbolista español. Jugaba de centrocampista y su primer equipo profesional fue el Sevilla FC. El 10 de abril de 1937 nacía en Coria del Río el que luego sería uno de los mejores jugadores que han pasado por la disciplina del Sevilla FC. Manuel Ruiz Sosa, Ruiz Sosa en términos futbolísticos, estuvo ocho años en Nervión y llegó a formar junto a Achúcarro una de las medias más potentes que ha dado el fútbol español. 
Hasta el final de sus días siguió vinculado al sevillismo y al Real Jaén como miembro del cuerpo técnico.

## Trayectoria
Se inició en el equipo coriano de la Plazoleta, para pasar poco después a los juveniles del Coria. Sus buenas actuaciones con el equipo de su pueblo no pasaron inadvertidas para los ojeadores del Sevilla FC, que se fijaron en él y decidieron incorporarlo al Sevilla Juvenil en la temporada 54-55. Ese año es entrenado por otro mítico, Guillermo Campanal, y cuaja una estupenda temporada que lleva a su equipo a la final de la Copa del Rey, ante la Real Sociedad, cayendo derrotados ante los vascos por 2-0.
El año siguiente, Ruiz Sosa es cedido al Coria, pero aun así, debuta con el primer equipo en un amistoso frente al Cádiz, el 12 de octubre de 1955. Eso fue sólo el preludio de lo que luego ocurriría, puesto que un año después pega el salto definitivo al primer equipo, en la temporada 56-57, y de que manera. Ese año es uno de los mejores del Sevilla FC en toda su historia. Sólo el Real Madrid de Di Stefano pudo con el equipo nervionense que por aquel entonces entrenaba Helenio Herrera. Los sevillistas quedaron segundos en la Liga y obtuvieron billete directo a la Copa de Europa.
Su trayectoria en el Sevilla siguió siendo brillante. En octubre de 1960 debuta con la selección absoluta ante Inglaterra. Poco más tarde, en la temporada 61/62, llega con los nervionenses a la final de la Copa, en la que se enfrenta al Real Madrid y cae por un ajustado 2-1. A pesar de no ganar el título, los sevillistas disputaron el año siguiente la Recopa, pues los merengues también habían conseguido el campeonato de Liga. En 1964 terminó su contrato y marchó al Atlético de Madrid. Con los colchoneros ganó un título de Liga y otro de Copa.
Luego jugo durante una temporada en el CD Linares y Finalizó su carrera deportiva en el Granada CF.
Ruiz Sosa atesoraba clase y contundencia. Era un jugador duro, pero a la vez con muchos detalles técnicos. Con el Sevilla disputó un total de 196 partidos oficiales. Asimismo, hizo de segundo de Luis Aragonés, durante la estancia del técnico de Hortaleza en Nervión. Hoy día forma parte del equipo técnico que dirige Monchi. Su nombre ya ha quedado grabado para siempre en uno de los lugares más insignes de la historia del Sevilla FC.

## Clubes
| Club                 | País   | Temporada |
| -------------------- | ------ | --------- |
| Sevilla FC           | España | 1954-1955 |
| Coria Club de Fútbol | España | 1955-1956 |
| Sevilla FC           | España | 1956-1964 |
| Atlético de Madrid   | España | 1964-1966 |
| CD Linares           | España | 1967-1968 |
| Granada CF           |        |           |
| Atlético Madrileño   | España | 1990-1991 |

- Datos: Q6752856